# Латвия и евро
Введение евро в Латвии, или вступление Латвии в еврозону с заменой лата на общеевропейскую валюту (евро), началось 1 января 2014 года.

## Латвия — часть Европейского союза
Первый шаг к вступлению в Европейский союз (ЕС) Латвия сделала 27 августа 1991 года, когда Европейское сообщество и его государства-участники признали независимость стран Балтии. Далее последовал ряд продуманных внешнеполитических и внутриполитических решений по сближению Латвии с ЕС, а последним и определяющим шагом этого процесса 20 сентября 2003 года стал референдум, на котором за присоединение Латвии к ЕС проголосовало 67 % участвовавших в голосовании граждан.
Вступая в ЕС, Латвия обязалась ввести единую валюту ЕС — евро. Вступительный договор предусматривает для Латвии, как и для других новых членов ЕС, введение евро немедленно по выполнении всех экономических условий (Маастрихтских критериев). Так реализуется высшая степень экономической интеграции государств-участников Европейского союза. На основании программы конвергенции Латвии с 2009—2012 год, включенные в которую среднесрочные прогнозы указывали на способность Латвии в 2012 году выполнить программы стабилизации и вознобновления роста экономики Латвии, правительство Латвии определило 1 января 2014 года в качестве целевой даты введения евро.

## Латвия и Европейский монетарный союз
Присоединение к зоне евро включает несколько этапов, а готовность государства к членству в еврозоне оценивается по выполнению критериев заключённого государствами-участниками ЕС в 1992 году Маастрихтского договора.

### Для Латвии членство в ЭМС означает
- единую с другими участниками ЭМС валюту — евро, используемую как в зоне евро, так и во всем мире. После введения в 1999 году евро стабильно занимает позицию важной международной валюты, по значимости уступающей только доллару США;
- единую монетарную политику во всей зоне евро, реализуемую Европейским центральным банком (ЕЦБ) совместно с центральными банками государств зоны евро;
- координацию экономической и фискальной политики между государствами-участниками.

За реализацию монетарной политики в зоне евро отвечает ЕЦБ, совместно с центральными банками государств зоны евро формирующий Евросистему. В то же время ответственность за экономическую политику по-прежнему несут государства-участники. Для создания в зоне евро среды, способствующей стабильности цен, важно достижение стабильной конвергенции, или сближения между отдельными государствами-участниками зоны евро.
В учредительном договоре Европейского сообщества определены критерии конвергенции, обязательные для выполнения всеми государствами-участниками перед вступлением в ЭМС. Эти критерии призваны обеспечивать сбалансированное экономическое развитие в ЭМС и не допускать напряжённости между государствами-участниками ЕС.
Ежегодно государства зоны евро готовят программы стабильности, а государства ЕС, ещё не перешедшие на евро — программы конвергенции, предоставляющие информацию о среднесрочной фискальной, экономической и монетарной политике. Целью отражаемой в программе конвергенции экономической политики служит обеспечение выполнения Маастрихтских критериев, необходимое для введения евро.

## Соответствие Латвии Маастрихтским критериям
Государства-участники ЕС, ещё не присоединившиеся к зоне евро, обязаны выполнить ряд условий введения единой валюты, или так называемые Маастрихтские критерии. Таковыми критериями являются:
- Уровень инфляции не должен превышать средний показатель трёх лучших государств-участников более чем на 1,5 %;
- Долгосрочные процентные ставки — обычно по 10-летним правительственным облигациям — не должны превышать средний показатель трёх лучших по уровню инфляции государств-участников более чем на 2 процентных пункта;
- Дефицит правительственного бюджета не должен превышать 3 % внутреннего валового продукта (ВВП) страны;
- Суммарный правительственный долг не должен превышать 60 % ВВП страны;
- Стабильность валютного курса по отношению к евро. А именно, государство обязано участвовать в Механизме валютного курса II и в течение двух лет перед вступлением в ЭМС удерживать колебания курса национальной валюты к евро в пределах +/-15 %.

Главная цель Маастрихтских критериев — обеспечивать включение в монетарный союз только тех стран ЕС, в которых экономические условия обеспечивают сохранение стабильности цен и эффективное функционирование зоны евро.
Критерии рассчитываются на основе текущих данных, но одновременно соответствие этим критериям конвергенции играет важную роль не только в определённый момент, но и на протяжении длительного времени. По этой причине при оценке государства особое внимание уделяется долгосрочным перспективам конвергенции.

### Выполнение Маастрихтских критериев — данные Латвии за декабрь 2012 года
| Критерии конвергенции                                                | Величина критерия в декабре 2012 года | Показатель Латвии в декабре 2012 года |
| -------------------------------------------------------------------- | ------------------------------------- | ------------------------------------- |
| Бюджетный дефицит (% от ВВП)                                         | 3 %                                   | 1,2 %                                 |
| Правительственный долг (% от ВВП)                                    | 60,0 %                                | 42 %                                  |
| Среднегодовая инфляция за последние 12 месяцев (%)                   | 2,8 %                                 | 2,6 %                                 |
| Долгосрочная процентная ставка по государственным ценным бумагам (%) | 6,1 %                                 | 3,24 %                                |

Анализ приведённых в таблице данных показывает, что Латвия успешно выполняет Маастрихтские критерии и в настоящий момент полностью готова к вступлению в зону евро.
4 марта 2013 года премьер-министр Валдис Домбровскис, министр финансов Андрис Вилкс и президент Банка Латвии Илмар Римшевичс подписали адресованное Европейской комиссии (ЕК) и ЕЦБ письмо о запросе внеочередного сообщения о конвергенции с целью оценки готовности Латвии к вступлению в зону евро.
В июне 2013 года ЕК и ЕЦБ одобрили вступление Латвии в еврозону с 2014 года.

## Выгоды от введения евро в Латвии по мнениюБанка Латвии
- Снижение расходов на конвертацию и валютных рисков.

Отпадает необходимость обмена латов на евро и связанных с этим расходов, устраняется риск колебания валютных курсов. Это означает, что у предприятий остаётся больше денег на развитие и/или заработную плату, то есть, на дальнейшее повышение благосостояния. Выгоды от устранения расходов на конвертацию оцениваются в 70 миллионов евро в год. Это покрывает затраты средств налогоплательщиков на участие в Европейском фонде стабильности. Латвийские банки и пункты обмена валюты за последние пять лет заработали на конвертации около 600 миллионов евро.
- Улучшение кредитного рейтинга.

Статистика показывает, что вступление в зону евро сразу же повышает кредитные рейтинги государств и их ведущих банков на 1-2 ступени. Выгоды — удешевляется заимствование и больше денег остаётся в экономике Латвии. Евро снижает расходы на капитал, что позволяет больше инвестировать, дешевле производить и экспортировать. Это повысит интерес международного банковского капитала к Латвии и повысит её привлекательность на фондовом рынке и рынке ценных бумаг (как частных, так и государственных). Экономика в целом будет развиваться динамичнее, чем без перехода на евро (выгода от введения евро для ВВП Латвии с 2014 по 2020 год оценивается в дополнительные 8 миллиардов евро).
- Снижение процентных ставок по займам.

Снижение связанных с валютным риском кредиторских наценок придаст дополнительный стимул развитию предпринимательской деятельности, росту экономики и повышению благосостояния, так как со снижением кредитного риска государства латвийские предприниматели и частные лица смогут брать займы на более выгодных условиях.
- Удешевление правительственного долга.

Латвийское государство в ближайшие годы не сможет заработать деньги на покрытие международных кредитов, поэтому единственным способом обслуживания долга остаётся новое заимствование. Для Латвии в качестве очередной раз отвергнутой страны-неудачницы цена займов будет вплоть до 1,5 % дороже, чем для Латвии в статусе надёжного государства зоны евро. За десять лет эта переплата может составить около 900 миллионов евро.
- Удешевление частных долгов.

Более 50 % выданных клиентам латвийских банков кредитов номинированы в евро. Сейчас, когда деньги в Латвии зарабатываются в латах, стоимость кредита автоматически увеличивается на взимаемую банками плату за конвертацию латов в евро.
- Рост числа рабочих мест, средней зарплаты и поступлений в бюджет.

Это станет результатом улучшения экономического развития. Вследствие этого и у правительства станет больше возможностей вкладывать и расходовать на различные нужды. Разумеется, евро не сделает жителей богатыми за одну ночь, но положительное влияние перехода станет ощутимым уже в ближайшие годы. В свою очередь, связанные с переходом единовременные расходы на государственном уровне окупятся уже за один год.
- Возможность надёжнее планировать финансирование бизнеса и накопления.

Устраняются опасения по поводу возможных колебаний курса лата к евро.
- Страхование бизнеса.

Ставка страхования международных контрактов в евро значительно ниже, чем для сделок в малообъемных национальных валютах. Особенно, если регулярно распространяются слухи о возможной девальвации.
- Легче сравнивать цены.

Возможность наглядно сравнивать цены в разных странах ЕС способствует конкуренции и стабилизации цен.
- Международный (инвестиционный и деловой) престиж.

Латвия не может себе позволить в очередной раз не ввести евро, так как для инвесторов и предпринимателей всего мира это станет сигналом, что в хозяйстве Латвии по-прежнему нет порядка. Государство-участник зоны евро по авторитету и весомости решений сильно отличается от отвергнутых еврозоной стран. Это отражается на перспективах практически всех отраслей, но сегодня приоритетом является восстановление доверия способных производить и торговать инвесторов.
- Европейский фонд гарантий как страховой полис.

До сих пор благополучные государства ЕС предоставляли гарантии столкнувшимся с долговыми проблемами странам зоны евро в рамках Европейского механизма финансовой стабилизации, но с 2013 года планируется заменить временный «спасательный круг» постоянной системой поддержки — Европейским механизмом стабильности. Вступление в клуб евро для Латвии означает уплату взносов в этот фонд. Это 28 миллионов латов в год, или 140 миллионов латов за пять лет. Таким образом будет куплен страховой полис на случай, если Латвия столкнется с кризисом и возникнет необходимость в займе от фонда.
- Ослабление угрозы паники на финансовом рынке.

Паника часто вызывается слухами, порождающими недоверие к стабильности национальной денежной единицы, и может усугубляться манипуляциями злонамеренных инвесторов, которые взяли крупные кредиты в национальной валюте и теперь стремятся обрушить её стоимость.

## Механизмы введения евро в Латвии
- Период одновременного обращения лата и евро: для обеспечения непрерывности денежных операций членов латвийского общества предусмотрено двухнедельное одновременное обращение двух наличных валют — лата и евро — с момента введения евро до момента, когда евро становится в Латвии единственным законным платежным средством. Период одновременного обращения не распространяется на безналичные денежные расчеты — конвертация номинированных в латах денежных остатков в евро производится в так называемый день €, когда банкноты и монеты евро обретают в стране статус законного платежного средства.
- Выдача сдачи в евро: для ускорения процесса замены наличных денег со дня введения евро сдача при оплате товаров и услуг выдаётся в евро, за исключением случаев, когда это невозможно по уважительным причинам.
- Период обмена наличных денег в латах на евро без комиссионной платы: время обмена наличных латов на евро без комиссионной платы не ограничивается. А именно, в кассах Банка Латвии обмен латов на евро будет производиться без ограничения времени, в кредитных учреждениях — шесть месяцев, в 302 отделениях Латвийской почты — три месяца со дня введения евро. Пункты обмена валюты, предлагающие обмен латов на евро, в течение шести месяцев также будут обязаны делать это по официальному курсу перехода и без комиссионной платы.
- Период параллельного указания цен: за один квартал до и 6 месяцев после дня введения € цены на товары, прейскуранты на услуги, суммы в сообщениях пенсионных фондов и пр. будут указываться и в латах, и в евро в целях ограничения спекулятивного повышения цен и своевременной подготовки общества к замене валюты расчетов.
- Источники покрытия расходов на процесс введения евро: государство не будет компенсировать расходы участников рынка. Каждый участник рынка должен запланировать необходимые для процесса введения евро средства в соответствии со своей компетенцией и сферой деятельности.
- Конвертация латов в евро: порядок конвертации в евро договоров, наличных и безналичных денег, прочих платежных средств и целевых платежных инструментов (э-талон, подарочная карта и пр.) оговорен в Законе о порядке введения евро.[6]

## Дизайн латвийских монет евро
Банкноты во всей зоне евро абсолютно идентичны, общим для всех стран является и дизайн аверса, или лицевой стороны монет. А вот дизайн реверса, или оборотной стороны монеты каждое государство определяет самостоятельно. Это усложняет изготовление монет, но делает их интереснее для пользователей этих денежных знаков.
Невзирая на различия дизайна выпущенных разными странами монет, все они являются законным средством платежа в любом государстве зоны евро.
С переходом Латвии на евро в обращение будут выпущены евро монеты с символами Латвии на так называемой национальной стороне (выпущенные каждым государством зоны евро монеты различаются изображением на реверсе).
На реверсе латвийских монет номиналом 1 и 2 евро будет изображён портрет девушки в национальном головном уборе (с 5-латовой монеты довоенной Латвийской Республики), на монетах достоинством 10, 20 и 50 центов — большой герб Латвии, а на монетах в 1, 2 и 5 центов — малый герб Латвии. Образцы дизайна утверждены Подкомитетом по монетам евро Совета по экономике и финансам Европейской комиссии.
Дизайн реверса латвийских монет евро был выбран в 2004 году по итогам всенародного конкурса идей. Лучшим было признано предложение жительницы Екабпилса Илзе Калнини. Для латвийских монет евро жюри выбрало знаки, в концентрированной форме символизирующие Латвию и её основополагающие ценности. Графический дизайн для монет номиналом 1 и 2 евро разработал художник Гунтарс Сиетиньш, для евро центов — Лаймонис Шенбергс.
Латвия приступит к чеканке монет евро в соответствии с Латвийским национальным планом введения евро после утверждения её вступления в зону евро. Изготовлением монет займется выбранный Банком Латвии в конкурсном порядке Государственный монетный двор земли Баден-Вюртемберг (Германия). На чеканку потребуется около полугода.
Латвийские монеты евро будут украшены портретом девушки в народном головном уборе и гербом Латвийской Республики.

## Образцы дизайна латвийских монет евро
|  | - 2 евро - Портрет девушки в латышском национальном головном уборе, изначально изображённый на реверсе серебряной 5-латовой монеты 1929 года чеканки. |
|  | - 1 евро - Портрет девушки в латышском национальном головном уборе, изначально изображённый на реверсе серебряной 5-латовой монеты 1929 года чеканки  |
|  | - 50, 20, 10 центов - Большой герб Латвийской Республики                                                                                              |
|  | - 5, 2, 1 цент - Малый герб Латвийской Республики |

## Элементы защиты банкнот и монет от подделки
Элементы защиты банкнот от подделки. Банкноты евро содержат ряд защищающих от фальсификации элементов. Бумага купюр изготовлена из чистого хлопка и отличается характерной жёсткостью (не вызывает ощущения мягкой или вощеной). На ощупь можно проверить рельефное тиснение — главное изображение, надписи и номинал наносятся на поверхность банкноты по особой технологии и образуют ощущаемую подушечками пальцев выпуклость.
Банкноты номиналом 200 и 500 евро имеют дополнительные рельефные знаки для незрячих.
При рассмотрении банкноты на просвет видны водяной знак, защитная нить и знак точного совпадения аверса и реверса. У подлинной банкноты все три указанных элемента просматриваются и на аверсе, и на реверсе.
Водяной знак изготовляется путём изменения толщины бумаги и виден на просвет. Переход от тёмных частей к светлым постепенный. Если положить банкноту на тёмную поверхность, светлые части темнеют. Этот эффект лучше всего виден на водяном знаке, отражающем номинальную стоимость банкноты.
Защитная нить вделана в банкнотную бумагу и на просвет выглядит как тёмная линия с напечатанными на ней словом EURO и номиналом банкноты.
Разрозненные знаки, напечатанные с обеих сторон в верхнем углу банкноты, при просмотре на просвет соединяются в цифры номинала. Кроме того, в поле голограммы на просвет будут видны перфорация в виде символа евро и выполненное микропечатью обозначение номинала.
При взгляде на банкноту под углом на голограмме аверса просматривается переменное изображение — под одним углом виден номинал, под другим — окно или ворота. На фоне видны многоцветные концентрические круги микропечати, расходящиеся от центра к краям голограммы. На реверсе виден золотистый пояс (на банкнотах в 5, 10 и 20 евро) или эффект изменения цвета (на банкнотах в 50, 100, 200 un 500 евро) — надпись номинала меняет цвет с пурпурно-красного на оливково-зелёный или коричневый.
В дополнение к этим элементам защиты применяются также микропечать и элементы, видимые в ультрафиолетовом свете.
В нескольких местах банкноты под увеличительным стеклом видна микропечать, например, в слове «EYPΩ» (евро буквами греческого алфавита) на аверсе. Даже самые мелкие символы должны иметь резкие, не расплывчатые очертания.
Проверка банкнот в ультрафиолетовых лучах позволяет убедиться, что:
- бумага не светится,
- вкрапленные в бумагу волокна выглядят красными, синими и зелеными,
- флаг Европейского союза выглядит зелёным с оранжевыми звездами,
- подпись президента ЕЦБ становится зелёной,
- большие звезды и малые круги на аверсе банкноты светятся. Карта, мост и цифры номинала на реверсе банкноты выглядят желтыми.[7]

Элементы защиты монет от подделки:
- монеты евро имеют машиночитаемые характеристики с высокой степенью надёжности. Это позволяет использовать монеты в торговых автоматах на всей территории зоны евро независимо от того, каким государством они выпущены,
- монеты номиналом 1 и 2 евро изготовлены с использованием сложной технологии соединения и наслоения двух металлов,
- монеты номиналом 10, 20 и 50 центов отчеканены из уникального сплава (северного золота), очень сложного для выплавки и используемого исключительно для изготовления монет,
- надпись на ребре монеты номиналом 2 евро и уникальный состав монет достоинством в 10, 20 и 50 центов обеспечивают надёжную защиту от фальсификации.[8]